# Kaitlin Olson

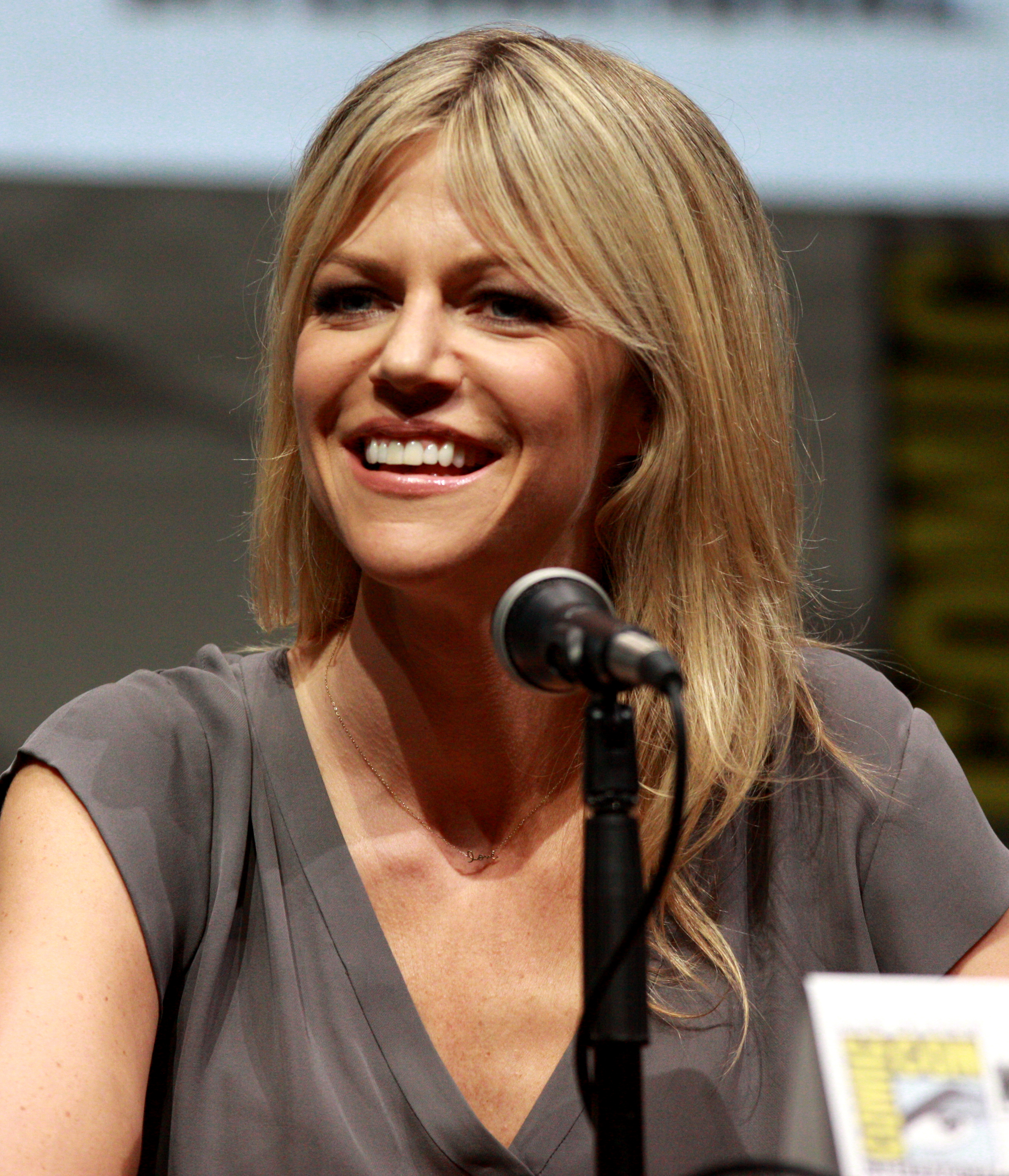
Kaitlin Olson bei der Comic-Con 2013

Kaitlin Olson (* 18. August 1975 in Portland, Oregon) ist eine US-amerikanische Schauspielerin.

## Leben und Karriere
Kaitlin Olson begann ihre Schauspielkarriere mit kleineren Rollen in Filmen wie Coyote Ugly und diversen Gastauftritten in Fernsehserien wie Out of Practice – Doktor, Single sucht …. Eine erste größere Rolle spielte sie von 2002 bis 2004 in der Fernsehserie Drew Carey Show. Es folgten wiederkehrende Rollen in The Riches und Lass es, Larry!. Seit 2005 spielt Olson eine Hauptrolle in der Fernsehserie It’s Always Sunny in Philadelphia.
Olson ist seit September 2008 mit ihrem Schauspielkollegen Rob McElhenney verheiratet.

## Filmografie (Auswahl)
- 2000–2020: Lass es, Larry! (Fernsehserie, 7 Episoden)
- 2000: Eyes to Heaven
- 2000: Coyote Ugly
- 2002–2004: Drew Carey Show (The Drew Carey Show, Fernsehserie, 14 Episoden)
- seit 2005: It’s Always Sunny in Philadelphia (Fernsehserie)
- 2007: The Riches (Fernsehserie, 4 Episoden)
- 2009: Weather Girl
- 2010: Verlobung auf Umwegen (Leap Year)
- 2012: Brickleberry (Fernsehserie, 10 Episoden, Stimme von Ethel Anderson)
- 2013: Taffe Mädels (The Heat)
- 2014–2015: New Girl (Fernsehserie, 2 Episoden)
- 2016: Findet Dorie (Finding Dory, Stimme von Destiny)
- 2017–2018: The Mick (Fernsehserie, 37 Episoden)
- 2018–2020: Harvey Miezen für immer! (Harvey Girls Forever!, Fernsehserie, Stimme von Frufru)
- 2018: Arizona
- 2020: Flipped (Fernsehserie, 11 Episoden)
- 2020: Space Force (Fernsehserie, Episode 1x07)
- seit 2021: Hacks (Fernsehserie)
- 2022: The Binge 2: It’s A Wonderful Binge
- 2023: Champions
- 2023: Agent Elvis (Stimme von CeCe Ryder)
- 2024: Incoming
- seit 2024: High Potential (Fernsehserie)
- 2025: Abbott Elementary (Fernsehserie, Episode 4x09)